# Boy with Luv
"Boy with Luv" (cujo título em Coreano é: 작은 것들을 위한 시, em português "Um poema para as pequenas coisas") é uma canção do grupo masculino sul-coreano BTS com participação da cantora estadunidense Halsey, sendo o primeiro single promocional do EP Map of the Soul: Persona, lançado em 12 de abril de 2019, pela Big Hit Entertainment em formato físico e em todas as plataformas de streaming na internet. O videoclipe da música foi lançado no mesmo dia, alcançando 74 milhões de visualizações no YouTube, batendo o recorde de vídeo mais visto da plataforma nas primeiras 24 horas de lançamento.
A música é descrita como uma música pop com influências funk norte-americano dos anos 1970, e trata sobre felicidade e amor presente nos pequenos detalhes de um relacionamento.[7] Ela serve como uma sequência paralela à sua música anterior, "Boy in Luv", single principal do álbum "Skool luv affair", lançado pelo grupo em 2014.

## Vídeo Musical
O vídeo da música foi lançado em uma sexta-feira, 12 de abril de 2019, e obteve os registros do vídeo mais rapidamente visto no YouTube, alcançando 3 milhões de curtidas em 2 horas e 74,6 milhões de visualizações em até 24 horas após o lançamento, com uma média de cerca de 860 visualizações por segundo durante esse intervalo. Além disso, tornou-se o vídeo mais rápido a alcançar 100 milhões de visualizações no YouTube, em aproximadamente um dia e 10 horas. Em 26 de abril de 2019, a Big Hit lançou outra versão do videoclipe de "Boy with Luv", intitulado "ARMY with Luv", incluindo um letreiro com o nome "ARMY", como são conhecidos os fãs de BTS, e também mais momentos de interação com Halsey.
O clipe conta com referências ao filme "Cantando na chuva", clássico musical de 1952, além de influências vintage e old school em cenários e figurinos. A direção da performance foi de Son Sungdeuk, Lee Byung-un e Lee Doohwan. O diretor do videoclipe foi Yong-Seok Choi, da Lumpens, com Guzza, Jihye Yoon e HyeJeong Park servindo como diretores assistentes. 
Na parte final do vídeo, são referenciados todos os álbuns lançados pelo grupo até então, em letreiros estilizados como anúncios de filmes em cartaz nos cinemas. Halsey viajou até a Coreia do Sul para participar das filmagens do vídeo musical. A cantora participa ativamente do videoclipe, onde dança e interage com os membros do BTS, relevando posteriormente ter sido esse um desafio, já que ela nunca havia feito coreografia em seus videoclipes. A versão da música utilizada no clipe é diferente da lançada oficialmente no álbum e em plataformas de streaming, na qual Halsey canta apenas trechos do refrão.

## Créditos
Créditos adaptados do encarte de Map of the Soul: Persona. 
- BTS - vocais primários
- Pdogg - produção, composição, teclado, sintetizador, arranjo vocal, arranjo rap, engenheiro de gravação, edição digital
- RM - composição, rap, engenheiro de gravação
- Melanie Joy Fontana - composição, coro
- Michel "Lindgren" Schulz - compositor, engenheiro de gravação
- "Hitman" Bang - composição
- Suga - compositor
- Emily Weisband - compositora
- J-Hope - composição
- Ashley "Halsey" Frangipane - vocais, composições, refrão
- Lee Tae-wook - guitarra
- Jungkook - coro
- Park Jin-se - engenheiro de gravação
- Alex Williams - engenheiro de gravação
- Adora - edição digital

## Promoções
Um trailer do videoclipe foi lançado em 7 de abril de 2019, com um clipe de 13 segundos da música sendo mostrado no final. O trailer apresenta Halsey trabalhando em uma bilheteria antes de sair para encontrar o BTS sentado em um sofá. Em 10 de abril de 2019, um segundo teaser foi lançado, apresentando close-ups da banda. O videoclipe oficial foi lançado no YouTube em 12 de abril às 18h no KST. A banda apresentou a música pela primeira vez ao vivo em 13 de abril de 2019, como os convidados musicais no programa de humor norte-americano Saturday Night Live. O BTS iniciou sua promoção coreana em 18 de abril de 2019, no programa "M Countdown", tendo vencido por duas semanas as principais premiações de charts sul-coreanos durante a fase de promoção da faixa. O grupo ainda apresentou a música com a cantora Halsey durante a cerimônia do Billboard Music Awards de 2019, realizado em 1º de maio de 2019, onde o grupo foi premiado com os troféus de Top Social Artist pelo terceiro ano consecutivo, e Top Duo/Group pela primeira vez.
Posteriormente, no dia 21 de junho de 2019, Boy With Luv quebrou o recorde de música mais premiada em programas musicais da Coreia do Sul na última década, que anteriormente pertencia à música "Gangnam Style", do artista Psy.

## Histórico de lançamento
| País           | Data                | Formato                | Gravadora         | Ref   |
| -------------- | ------------------- | ---------------------- | ----------------- | ----- |
| Estados Unidos | 16 de abril de 2019 | Contemporary hit radio | Big Hit, Columbia | [ 3 ] |